# Deopalpus pruinosus
Deopalpus pruinosus là một loài ruồi trong họ Tachinidae.